# Daniel Summerhays
Daniel Summerhays (Farmington, Utah, 2 december 1983) is een Amerikaans golfprofessional.

## Amateur
Daniel won in zijn schooltijd twee keer het Utah State Amateur. Daarna studeerde hij drie jaar aan de Brigham Young-universiteit en speelde college golf. In 2007 werd hij de eerste amateur die een toernooi won op de Nationwide Tour.

### Gewonnen
- 2000: Utah State Amateur
- 2001: Utah State Amateur
- 2007: Sahalee Players Championship

## Professional
Meteen na het winnen van het Nationwide Children's Hospital Championship werd hij professional. Van de 12 toernooien die hij in 2007 speelde, haalde hij 10 cuts.  Hij eindigde als nummer 113 op de Order of Merit. In 2008 kon hij meer toernooien spelen en eindigde hij als nummer 35, maar in 2009 ging het minder goed, hoewel hij zijn speelrecht behield. In 2010 eindigde hij zeven keer in de top-10 waardoor hij nummer 5 op de Order of Merit werd en naar de PGA Tour promoveerde.
Aan het einde van 2011 verloor hij zijn tourkaart, maar hij slaagde erin via de Tourschool zijn spelerskaart weer te bemachtigen. Sindsdien is hij een vaste speler op de PGA Tour. In 2014 stond hij twaalf weken in de top-100 van de wereldranglijst nadat hij 2de werd bij het Texas Open. 
In 2016 en 2017 kwalificeerde Summerhays zich voor de U.S. Open. In 2016 werd hij op de U.S. Open gedeeld achtste. Bij het PGA Championship werd hij derde, waardoor hij zich kwalificeerde voor de Masters en het PGA Championship.

### Gewonnen
- 2007: Nationwide Children's Hospital Championship